# Constantino Armenópulo
Constantino Armenópulo ou Constantino Harmenópulo (em grego: Κωνστανίνος Ἁρμενόπουλος; romaniz.: Konstantínos Armenópoulos; 1320 - 1383) foi um jurista bizantino, nascido na Grécia. De acordo com um documento assinado por ele em 1345, sabe-se que foi um sebasto e juiz em Tessalônica. Por 1349, foi também um nomofílax e após 1359 um juiz universal (katholikos kritēs), um dos mais altos postos na burocracia do Império Bizantino e que corresponde ao moderno posto grego de Chefe da Justiça do Tribunal de Apelações.
Constantino é amplamente reconhecido como autor do Hexábiblos (seis livros), também conhecido como Procheiron nomon (manual das leis), de 1344-1345. Nesta obra ele compila uma ampla gama de fontes legais bizantinas, mais notadamente a Sinopse das Basílicas, o livro de Miguel Ataliates, a Sinopse Menor, o Peira e o trabalho de Juliano de Ascalão. Armenópulo organizou o material legal num novo sistema, que o fez mais fácil de usar e assim enormemente popular, a ponto de ser adotado por vários países eslavos e servir como fonte do código legal grego entre 1828 e 1946. Além do Hexábiblos, atribuiu-se a Armenópulo a autoria de uma Epítome dos cânones (Epitone canonum), que contêm os cânones com cometários, uma confissão da fé e um tratado sobre heresias, e um Léxica, um encômio sobre São Demétrio.